# Tomasz Sobkowiak

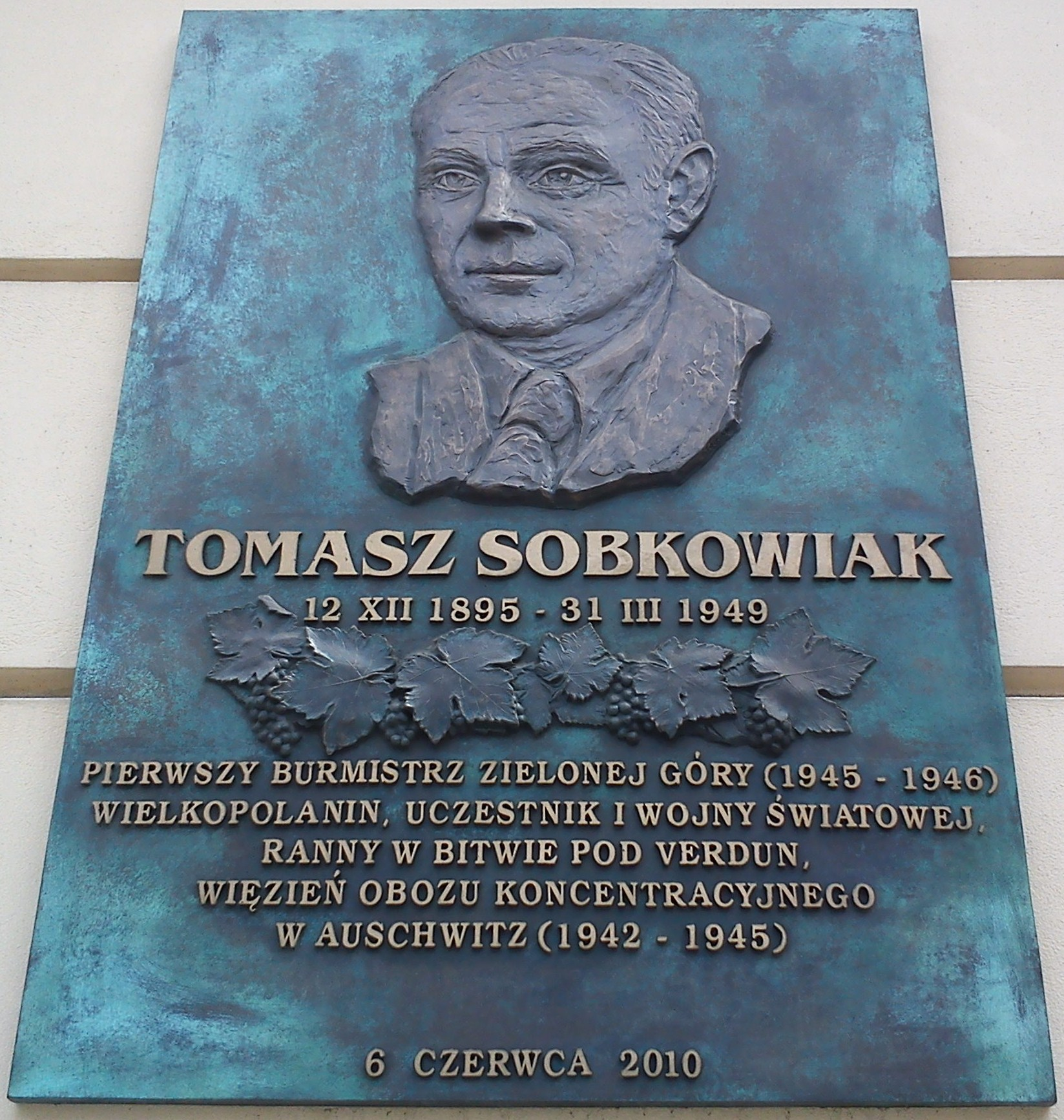
Płyta pamiątkowa na zielonogórskim Rynku

Tomasz Sobkowiak (ur. 12 grudnia 1895 w Górce Duchownej, zm. 31 marca 1949 w Zielonej Górze) – polski urzędnik państwowy, wiceprezydent Leszna, pierwszy polski burmistrz Zielonej Góry (1945–1946).

## Życiorys
Ukończył gimnazjum w Duisburgu. W czasie I wojny światowej walczył w wojsku niemieckim na dwóch frontach: rosyjskim i francuskim, został ranny. W Polsce międzywojennej studiował prawo, następnie podjął pracę w administracji miejskiej w Wielkopolsce, dochodząc do stanowiska wiceprezydenta Leszna. W latach 1942–1945 był więziony w niemieckim obozie koncentracyjnym Auschwitz-Birkenau. Po zakończeniu wojny podjął pracę w magistracie leszczyńskim, jednak Polski Związek Zachodni rekomendował go do pracy w Zielonej Górze, gdzie 6 czerwca 1945 objął obowiązki pierwszego polskiego burmistrza miasta (wcześniej obowiązki zarządcy miejskiego pełnił komunista niemiecki Karl Laube). 2 grudnia 1945 objął przewodnictwo nad Miejską Radą Narodową. W wyniku oskarżeń o przywłaszczenie mienia przez rodzinę (żona prowadziła przejęty po niemieckich właścicielach sklep) oraz nacisków Urzędu Bezpieczeństwa podał się do dymisji w styczniu 1946 (została ona przyjęta we wrześniu 1946). W listopadzie 1946 zrezygnował również z funkcji przewodniczącego MRN.
W Zielonej Górze był członkiem oddziału „Caritasu”, zasiadał również w radzie parafialnej.
Od 2006 w Zielonej Górze jest ulica Tomasza Sobkowiaka.